# Olibrio (console 491)
Flavio Olibrio (latino: Flavius Olybrius; fl. 491-532) è stato un politico bizantino, imparentato con la Casata di Teodosio e con gli imperatori Anicio Olibrio e Anastasio I.

## Biografia
Il padre di Olibrio era Areobindo, parente del magister militum alano Aspar e console del 506. La madre di Olibrio era Anicia Giuliana, figlia dell'imperatore romano Anicio Olibrio e di Placidia, appartenente alla Casata di Teodosio.
Nel 491, mentre era ancora un infante, Olibrio venne innalzato al consolato. In seguito sposò Irene figlia di Paolo, fratello dell'imperatore Anastasio I: questo matrimonio servì a rafforzare le pretese dell'imperatore nell'anno della sua elevazione al trono tramite la creazione di un legame con la dinastia di Teodosio I.

## Antenati
|                     |                                        |                                          | Genitori                                 |  |  | Nonni             |  |  | Bisnonni          |  |
|                     |                                        |                                          |                                          |  |  | Console Dagalaifo |  |  | Console Areobindo |  |
|                     |                                        |                                          |                                          |  |  | Console Dagalaifo |  |  | Console Areobindo |  |
|                     |                                        | …                                        |                                          |  |  | Console Dagalaifo |  |  |                   |  |
| Areobindo Dagalaifo |                                        |                                          |                                          |  |  | Console Dagalaifo |  |  |                   |  |
|                     |                                        | Godistea                                 | Console Ardaburio                        |  |  |                   |  |  |                   |  |
|                     |                                        | Godistea                                 | Console Ardaburio                        |  |  |                   |  |  |                   |  |
|                     |                                        | Godistea                                 | …                                        |  |  |                   |  |  |                   |  |
| Console Olibrio     |                                        | Godistea                                 |                                          |  |  |                   |  |  |                   |  |
|                     | Anicio Olibrio, imperatore d'Occidente | Petronio Massimo, imperatore d'Occidente |                                          |  |  |                   |  |  |                   |  |
|                     | Anicio Olibrio, imperatore d'Occidente | Petronio Massimo, imperatore d'Occidente |                                          |  |  |                   |  |  |                   |  |
|                     | Anicio Olibrio, imperatore d'Occidente | Lucina                                   |                                          |  |  |                   |  |  |                   |  |
| Anicia Giuliana     | Anicio Olibrio, imperatore d'Occidente |                                          |                                          |  |  |                   |  |  |                   |  |
|                     |                                        | Placidia                                 | Valentiniano III, imperatore d'Occidente |  |  |                   |  |  |                   |  |
|                     |                                        | Placidia                                 | Valentiniano III, imperatore d'Occidente |  |  |                   |  |  |                   |  |
|                     |                                        | Placidia                                 | Licinia Eudossia                         |  |  |                   |  |  |                   |  |
|                     |                                        | Placidia                                 |                                          |  |  |                   |  |  |                   |  |